# Upsala Ångqvarn

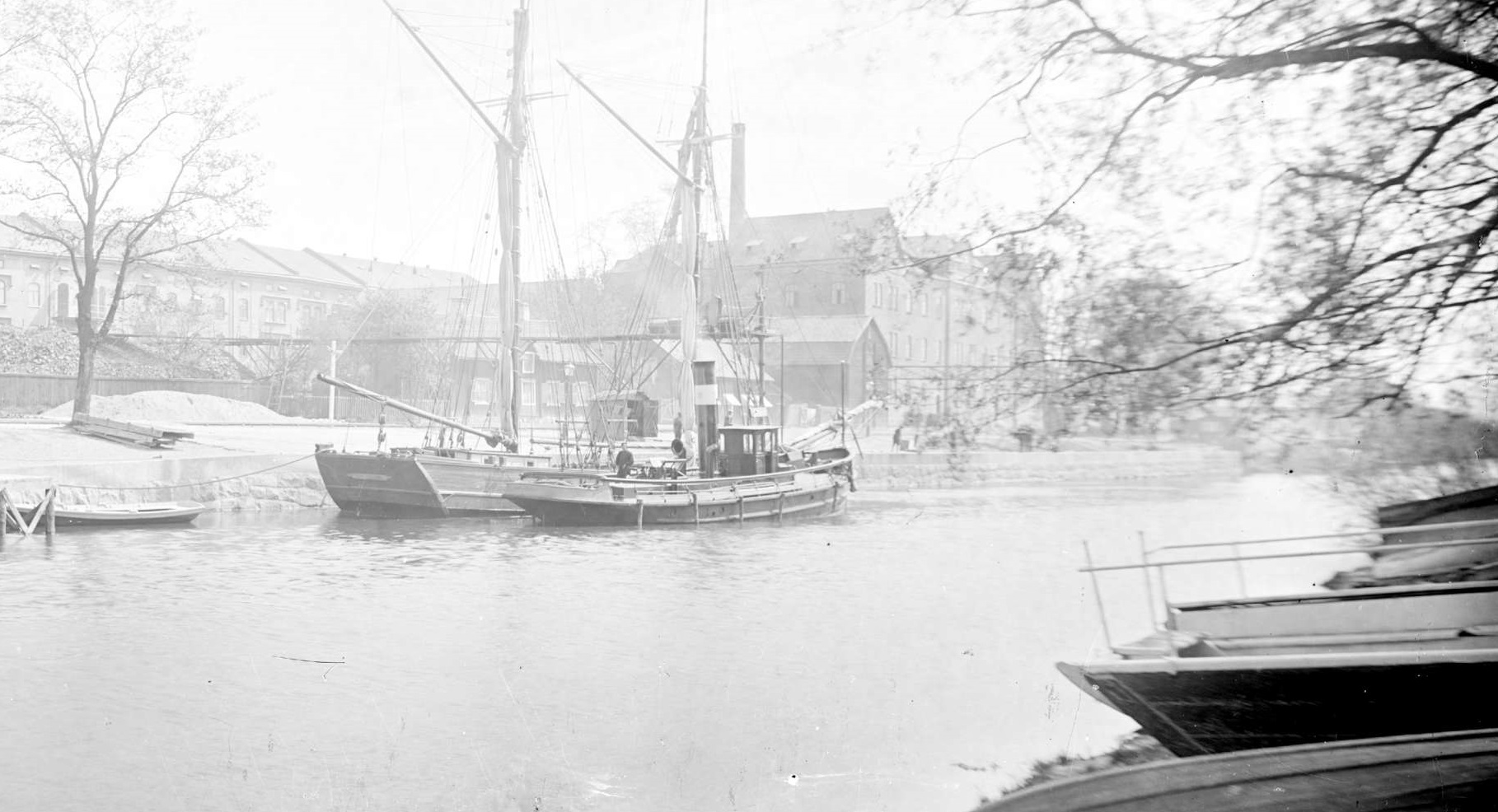
Uppsala Ångkvarn i början av 1900-talet. Fotografi av Henri Osti.

Upsala Ångqvarns AB grundades 1874 av Henrik Wilhelm Söderman den äldre. Kvarnen ligger på samma plats än idag i stadsdelen Kungsängen vid Uppsalas hamn vid Fyrisån. 
Släkten Söderman behöll kvarnen in på 1950-talet varefter Kungsörnen tog över. Idag är anläggningen en del av Lantmännen Cerealia. Släkten Söderman är numera aktiv inom storjordbruk i Uppsala.
Produkter bakåt i tiden har förutom mjöl varit jäst, akvavit, makaroner och havregryn.
Namnet blixt förekom i företagets varumärken, som bland annat "Blixtpatent Vetemjöl" och "Blixtgyllen", men ersattes av Kungsörnenvarumärket. Idag används även varumärket AXA.
Öster om Ångqvarnsområdet fanns tidigare ett område med bostäder för arbetare och tjänstemän vid bolaget.
Kvarnverksamheten har stått under ett potentiellt hot från Uppsala kommun som tillåtit bygget av ett större bostadsområde i kvarnens närhet. Dock lovade kommunen att kvarnen skulle få ligga kvar där den ligger "så länge den vill".[källa behövs] 
2015-04-27 meddelade dock Lantmännen att verksamheten vid Upsala Ångqvarn kommer att upphöra 2017. Fastigheten är såld till exploateringsbolaget "Besqab" som kommer att påbörja rivning av silosanläggningarna redan under 2016. Några äldre industribyggnader kan komma att kvarstå men byggas om till bostäder.  
Lantmännen har utrett en ny plats för mellanlagring av spannmål i Uppsalas närhet, och en ny anläggning kommer att uppföras vid hamnen i Hargshamn i Östhammars kommun.
Kvarteret Ångqvarn skall utvecklas till en levande stadsdel som binder samman innerstaden med bostäder och kontor och de tre gamla industribyggnaderna, Spegelkvarnen, Tegelsilon och Jästfabriken skall byggas om till kontor med en gemensam lobby.
Projektet inleddes hösten 2021 och kontorsbyggnaderna beräknas vara klara för inflyttning i slutet av år 2025.